# Mucc
Mucc er et japansk band (J-rock), der blev dannet i 1997 og har været akive lige siden. De fik dog først deres gennembrud i 2003 med pladen Zekkuu. Bandet er kendt i Asien, det meste af Europa og i USA. De spillede i Danmark og Sverige på Taste Of Chaos-festivalen i oktober 2008, bl.a. sammen med Dir En Grey og X Japan. Bandet har gennem tiden været mange forskellige musikgenrer rundt. De er dog mest kendt for den metalliske overtoner.
Mucc var igen forbi Danmark i 2009 under deres "Solid Sphere Tour" rundt i Europa kort efter udgivelsen af deres 9. studiealbum Kyūtai.

## Bandmedlemmer
- Tatsurou: Vokal
- Miya: Guitar
- Yukke: Bas
- Satochi: Trommer

Tidligere medlemmer:
- Hiro: Bas

## Diskografi

### Studiealbums
- 7. januar 2001: Tsūzetsu(痛絶)
- 6. september 2002: Hōmura Uta (葬ラ謳)
- 3. september 2003: Zekū(是空)
- 1. september 2004: Kuchiki no Tō(朽木の灯)
- 23. november 2005: Hōyoku(鵬翼)
- 26. april 2006: 6
- 6. december 2006: Gokusai(極彩)
- 11. august 2008: Shion(志恩)
- 4. marts 2009: Kyūtai(球体)
- 6. oktober 2010: Karma

## Kontroverser
Efter at det danske band A Friend in London vandt Dansk Melodi Grand Prix med sangen "New Tomorrow" (skrevet af Lise Cabble og Jakob Glæsner) var der heftige diskussioner om sangen var en plagiat af Mucc nummeret "Uta Yasashii" på diverse fora og sites, deriblandt Youtube.